# Lauren Phillips
Lauren Phillips (Atlantic City, 8 dicembre 1987) è un'attrice pornografica statunitense.

## Carriera
Nata ad Atlantic City, ha studiato alla Rutgers University, dove si è laureata in danza e ha lavorato come babysitter e maestra di danza.
Dopo aver lavorato come camgirl, ha debuttato come attrice nell'industria cinematografica per adulti nel 2013, girando le sue prime scene per lo studio Reality Kings nella scena Mouth To Balls.
Nel 2017 ha ricevuto le sue prime candidature due agli AVN Awards e una agli XBIZ Awards. Nel 2018 ha ricevuto un'altra nomination all'XBIZ. Nel 2024 ha ottenuto il MILF Performer of the Year agli XBIZ Awards.
Ad oggi ha girato oltre 890 scene, lavorando con le più importanti case di produzione quali Elegant Angel, Adam & Eve, Brazzers, Naughty America, Bangbros...

## Riconoscimenti
- XBIZ Awards
  - 2024 – MILF Performer of the Year[6]

- NightMoves Award
  - 2016 - Miss Congeniality[7]
  - 2018 - Most Underrated Female Performer (Critic Choice)[8]
  - 2019 - Social Media Star of the Year (Critic Choice)[9]
  - 2020 – Hall of Fame[10][11]
  - 2022 - Best All-Girl Performer[12]
  - 2023 - Triple Play Award[13]